# Classification géochimique des éléments
La classification géochimique des éléments, aussi appelée classification Goldschmidt puisqu'elle résulte des travaux menés dans les années 1920 par le chimiste Victor Goldschmidt, est une classification géochimique publiée en 1954, qui est fondée sur les diverses proportions des éléments chimiques de la Terre, mettant en évidence une relation simple entre la répartition des grandes familles de ces éléments chimiques et la structure interne de la Terre. Elle explique notamment la proportion des terres rares dans les différentes phases minéralogiques lors de la cristallogenèse à partir d'un magma.

## Classes d'éléments
L'analyse comparée de la composition élémentaire de chaque phase minéralogique, d'une part des météorites, d'autre part des produits de fusion des minerais sulfurés, a conduit Goldschmidt à distinguer quatre classes d'éléments selon leur comportement géochimique en fonction de leurs propriétés ioniques (rayon atomique et ionique, valence, électronégativité, potentiel d'ionisation, propriétés liées à leur position dans le tableau périodique) et de leurs positions mutuelles dans les structures cristallines :
- les éléments qu'il appela lithophiles (dans son esprit, ce terme signifiait précisément qui a de l'affinité pour les silicates dans la mesure où le grec ancien λιθος lithos signifie roche qui correspond essentiellement à des silicates et des aluminosilicates), qui ont une affinité dominante pour l'oxygène et se retrouvent par conséquent avec les aluminates et les silicates. Les terres rares qui appartiennent à la classe des éléments lithophiles, sont des éléments incompatibles, c'est-à-dire qu'ils se concentrent dans les liquides silicatés résiduels après cristallisation fractionnée d'un magma ;

- ceux qu'il appela chalcophiles, qui ont une affinité dominante pour le soufre — dans l'esprit de Goldschmidt, chalcophile signifiait « qui a de l'affinité pour le soufre », bien qu'en fait χαλκος signifie cuivre en grec ancien ;

- ceux qu'il appela sidérophiles, qui ont une affinité dominante pour le fer — c'est le sens exact du grec ancien σιδηροφιλος ;

- et enfin, ceux qu'il appela atmophiles, qui ont une affinité dominante pour les phases fluides — ἀτμος signifie vapeur en grec ancien.

Cette classification n'est pas normalisée, et des études différentes peuvent répartir différemment les éléments. En effet, il est fréquent qu'un élément situé aux confins de deux familles présente, selon les circonstances, un comportement le rattachant tantôt à l'une tantôt à l'autre, ainsi :
- le carbone est généralement considéré comme atmophile car ses formes solides (charbon, carbonates) sont issues du dioxyde de carbone atmosphérique, mais il est sidérophile en l'absence d'oxygène.
- le phosphore est généralement vu comme lithophile, mais est également sidérophile en l'absence d'oxygène.
- le germanium et l'étain, essentiellement chalcophiles, ont également des aspects sidérophiles, voire lithophiles.
- le fer est paradoxalement de nature à la fois chalcophile et lithophile en même temps que sidérophile, ce qui explique son abondance dans la croûte terrestre.

L'état d'oxydation peut faire varier la situation d'un élément, à l'exemple du chrome : Cr3+ est chalcophile, mais Cr6+ est lithophile.

## Abondance
La classification géochimique des éléments est étroitement liée à leur abondance dans la croûte terrestre comparée à leur abondance dans le système solaire :
- La croûte terrestre est enrichie en éléments lithophiles par rapport au système solaire, car ils forment des oxydes solides peu denses qui se sont concentrés dans les couches superficielles de la Terre lors de la phase d'accrétion initiale
- Elle est en revanche fortement appauvrie en éléments sidérophiles et atmophiles, les premiers ayant une densité élevée qui les a entraînés jusqu'au noyau avec le fer, et les seconds étant trop volatils pour être intégrés dans la masse terrestre lors de l'accrétion initiale
- Elle est enfin relativement appauvrie en éléments chalcophiles, plus denses que les oxydes formés par les lithophiles.

Le tableau ci-dessous permet de comparer l'abondance relative des éléments dans le système solaire et dans la croûte terrestre :
| Z  | Élément chimique | Élément chimique | Nature géochimique                 | Système solaire | Croûte terrestre |
| -- | ---------------- | ---------------- | ---------------------------------- | --------------- | ---------------- |
| 1  | H                | Hydrogène        | Atmophile                          | 10,7            | 5,2              |
| 2  | He               | Hélium           | Atmophile                          | 9,6             | 0,0              |
| 3  | Li               | Lithium          | Lithophile                         | 1,2             | 2,5              |
| 4  | Be               | Béryllium        | Lithophile                         | −0,1            | 1,5              |
| 5  | B                | Bore             | Lithophile                         | 0,8             | 2,0              |
| 6  | C                | Carbone          | Atmophile Sidérophile              | 7,2             | 3,2              |
| 7  | N                | Azote            | Atmophile                          | 6,7             | 2,2              |
| 8  | O                | Oxygène          | Lithophile                         | 7,4             | 6,5              |
| 9  | F                | Fluor            | Lithophile                         | 3,4             | 3,5              |
| 10 | Ne               | Néon             | Atmophile                          | 6,6             | 0,0              |
| 11 | Na               | Sodium           | Lithophile                         | 4,5             | 5,1              |
| 12 | Mg               | Magnésium        | Lithophile                         | 6,0             | 4,9              |
| 13 | Al               | Aluminium        | Lithophile                         | 4,9             | 5,5              |
| 14 | Si               | Silicium         | Lithophile                         | 6,00            | 6,00             |
| 15 | P                | Phosphore        | Lithophile Sidérophile             | 3,9             | 3,5              |
| 16 | S                | Soufre           | Chalcophile                        | 5,9             | 2,9              |
| 17 | Cl               | Chlore           | Lithophile                         | 3,3             | 2,6              |
| 18 | Ar               | Argon            | Atmophile                          | 5,5             | 0,0              |
| 19 | K                | Potassium        | Lithophile                         | 3,3             | 4,8              |
| 20 | Ca               | Calcium          | Lithophile                         | 4,9             | 5,0              |
| 21 | Sc               | Scandium         | Lithophile                         | 1,5             | 1,7              |
| 22 | Ti               | Titane           | Lithophile                         | 3,4             | 4,0              |
| 23 | V                | Vanadium         | Lithophile                         | 2,8             | 2,4              |
| 24 | Cr               | Chrome           | Lithophile Sidérophile             | 4,1             | 2,3              |
| 25 | Mn               | Manganèse        | Sidérophile Lithophile             | 3,8             | 3,2              |
| 26 | Fe               | Fer              | Sidérophile Lithophile Chalcophile | 5,4             | 5,0              |
| 27 | Co               | Cobalt           | Sidérophile                        | 3,3             | 1,6              |
| 28 | Ni               | Nickel           | Sidérophile                        | 4,7             | 2,1              |
| 29 | Cu               | Cuivre           | Chalcophile                        | 2,6             | 1,9              |
| 30 | Zn               | Zinc             | Chalcophile                        | 2,8             | 2,0              |
| 31 | Ga               | Gallium          | Chalcophile                        | 1,5             | 1,3              |
| 32 | Ge               | Germanium        | Chalcophile Sidérophile            | 1,9             | 0,3              |
| 33 | As               | Arsenic          | Chalcophile                        | 0,6             | 0,4              |
| 34 | Se               | Sélénium         | Chalcophile                        | 1,4             | −1,1             |
| 35 | Br               | Brome            | Lithophile                         | 0,7             | 0,5              |
| 36 | Kr               | Krypton          | Atmophile                          | 1,4             | 0,0              |
| 37 | Rb               | Rubidium         | Lithophile                         | 0,6             | 2,0              |
| 38 | Sr               | Strontium        | Lithophile                         | 1,4             | 2,6              |
| 39 | Y                | Yttrium          | Lithophile                         | 0,7             | 1,6              |
| 40 | Zr               | Zirconium        | Lithophile                         | 1,4             | 2,3              |
| 41 | Nb               | Niobium          | Lithophile                         | −0,05           | 1,3              |
| 42 | Mo               | Molybdène        | Sidérophile Lithophile             | 0,2             | 0,2              |
| 44 | Ru               | Ruthénium        | Sidérophile                        | 0,2             | −2,0             |
| 45 | Rh               | Rhodium          | Sidérophile                        | −0,5            | −2,3             |
| 46 | Pd               | Palladium        | Sidérophile                        | 0,1             | −2,0             |
| 47 | Ag               | Argent           | Chalcophile                        | −0,5            | −0,7             |
| 48 | Cd               | Cadmium          | Chalcophile                        | 0,1             | −0,7             |
| 49 | In               | Indium           | Chalcophile                        | −1,0            | −1,1             |
| 50 | Sn               | Étain            | Chalcophile Sidérophile            | 0,23            | 0,23             |
| 51 | Sb               | Antimoine        | Chalcophile                        | −0,7            | −0,8             |
| 52 | Te               | Tellure          | Chalcophile                        | 0,49            | −2,1             |
| 53 | I                | Iode             | Lithophile                         | −0,4            | −0,4             |
| 54 | Xe               | Xénon            | Atmophile                          | 0,5             | 0,0              |
| 55 | Cs               | Césium           | Lithophile                         | −0,7            | 0,4              |
| 56 | Ba               | Baryum           | Lithophile                         | 0,7             | 3,5              |
| 57 | La               | Lanthane         | Lithophile                         | −0,3            | 1,3              |
| 58 | Ce               | Cérium           | Lithophile                         | 0,1             | 1,6              |
| 59 | Pr               | Praséodyme       | Lithophile                         | −0,7            | −0,2             |
| 60 | Nd               | Néodyme          | Lithophile                         | −0,1            | 0,3              |
| 62 | Sm               | Samarium         | Lithophile                         | −0,6            | 0,6              |
| 63 | Eu               | Europium         | Lithophile                         | −1,0            | −0,1             |
| 64 | Gd               | Gadolinium       | Lithophile                         | −0,4            | 0,5              |
| 65 | Tb               | Terbium          | Lithophile                         | −1,2            | −0,2             |
| 66 | Dy               | Dysprosium       | Lithophile                         | −0,4            | 0,3              |
| 67 | Ho               | Holmium          | Lithophile                         | −1,0            | −0,1             |
| 68 | Er               | Erbium           | Lithophile                         | −0,6            | 0,2              |
| 69 | Tm               | Thulium          | Lithophile                         | −1,4            | −0,5             |
| 70 | Yb               | Ytterbium        | Lithophile                         | −0,7            | 0,3              |
| 71 | Lu               | Lutécium         | Lithophile                         | −1,4            | −0,5             |
| 72 | Hf               | Hafnium          | Lithophile                         | −0,5            | 0,02             |
| 73 | Ta               | Tantale          | Lithophile                         | −1,7            | 0,1              |
| 74 | W                | Tungstène        | Lithophile                         | −0,8            | −0,1             |
| 75 | Re               | Rhénium          | Sidérophile                        | −1,2            | −3,2             |
| 76 | Os               | Osmium           | Sidérophile                        | −0,1            | −2,6             |
| 77 | Ir               | Iridium          | Sidérophile                        | 0,0             | −3,3             |
| 78 | Pt               | Platine          | Sidérophile                        | 0,15            | −2,3             |
| 79 | Au               | Or               | Sidérophile                        | −0,7            | −2,7             |
| 80 | Hg               | Mercure          | Chalcophile                        | −0,2            | −1,4             |
| 81 | Tl               | Thallium         | Chalcophile                        | −0,9            | −0,6             |
| 82 | Pb               | Plomb            | Chalcophile                        | 1,1             | 0,8              |
| 83 | Bi               | Bismuth          | Chalcophile                        | −0,7            | −1,0             |
| 90 | Th               | Thorium          | Lithophile                         | −1,4            | 0,5              |
| 92 | U                | Uranium          | Lithophile                         | −2,0            | −0,1             |

## Structure interne de la Terre
La distinction de classes est liée au modèle de la différenciation géochimique de la planète en un noyau dense formé d'alliages de fer et nickel, entouré d'une enveloppe de sulfure dans la mésosphère, puis de la couche silicate (manteau supérieur et lithosphère), de l'hydrosphère et de l'atmosphère :
- les atmophiles (H, C, N, O, F, gaz nobles), qui ont une affinité prédominante avec les phases fluides se localisent principalement dans l'atmosphère et l'hydrosphère ;
- les lithophiles (Si, Al, Na, Fe, Ca, Mg, etc.), à forte affinité avec l'oxygène dans la lithosphère et le manteau supérieur ;
- les chalcophiles (S, Cu, Zn, Ag), fréquemment associés au soufre dans le manteau inférieur (hypothèse désormais invalidée) ;
- les sidérophiles (Fe, Ni, Au), préférentiellement associés au fer dans le noyau terrestre.

Cette répartition dans les trois principales couches terrestres correspond à la croûte SIAL (silicium et aluminium), au manteau SIMA (silicium et magnésium) et noyau NIFE (nickel et fer), modèle des enveloppes proposé par le géologue Eduard Suess en 1909 et encore utilisé par les géophysiciens d'avant-guerre.
Les géochimistes actuels ont amendé, affiné et complété cette vision des quatre grandes familles géochimiques dans les principaux réservoirs terrestres mais cette classification de Goldschmidt reste utile pour appréhender la géodynamique chimique interne globale.